# Caleta La Arena

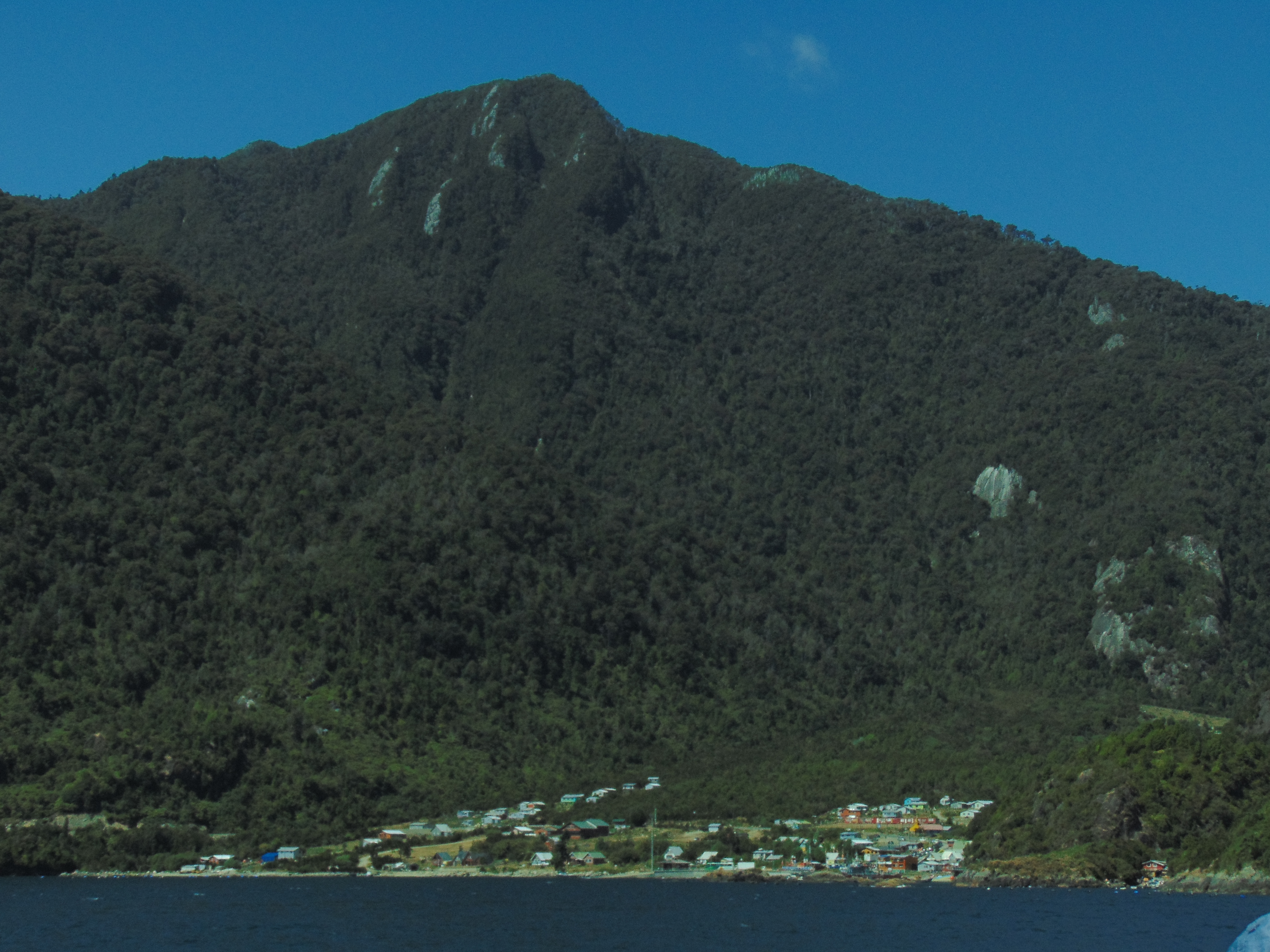
Caleta La Arena vue depuis le Ferry "Don Juan"

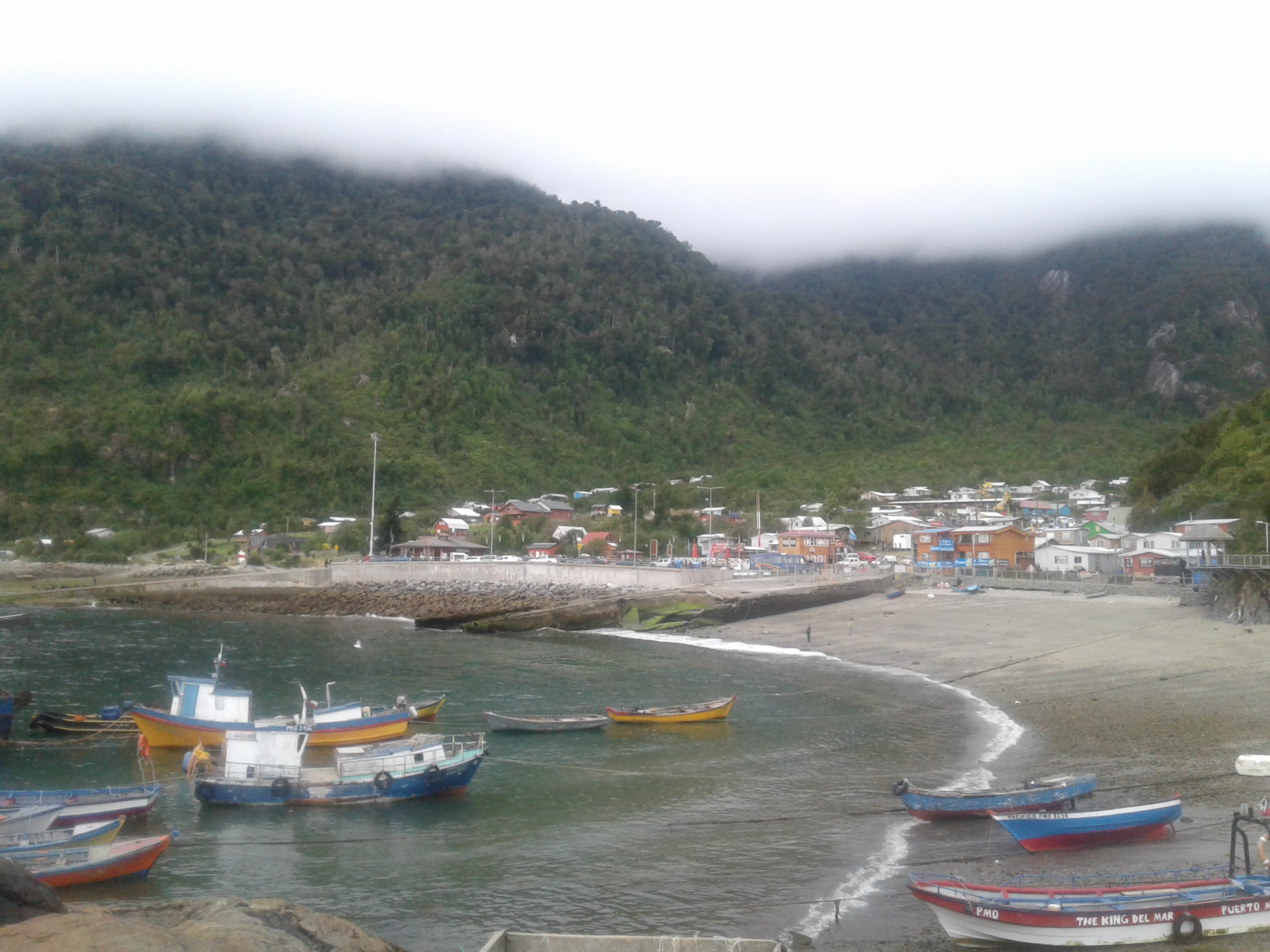
Caleta La Arena, février 2019

Caleta La Arena est un petit hameau du sud du Chili qui se trouve sur la commune de Puerto Montt, dans la Région des Lacs. Il est situé au nord de l'embouchure de l'estuaire de Reloncaví. Selon le recensement de 2017, il compte 245 habitants.

## Histoire
Les premiers colon qui s'installèrent dans ce lieu furent Manuel Vargas Casanova et Artenio Vargas Casanova. Ils ont habité toute leur vie ici et se consacraient à la fabrication de tuiles d'Alerce qu'ils allaient vendre à la ville de Puerto Montt. Ils ont également utilisé ce bois pour fabriquer leur logements et leurs bateaux de pêche. Avec l'argent récolté, ils achetaient de la nourriture pour leur famille[réf. nécessaire].
Le hameau a fait parler de lui en 2014 en raison du naufrage d'un sous-marin dans sa crique.

## Accessibilité
Le hameau de Caleta La Arena se trouve au km 45 de la route Carretera Austral qui fut mise en service en 1982 au départ de la ville de Puerto Montt. L'établissement de cette route a permis le désenclavement de la Patagonie chilienne qui jusque là n'était accessible que par la mer. Le hameau se trouve à 13 kilomètres au sud de la localité de Lenca et à 36 kilomètres de Chamiza.
Il existe un service de ferrys quotidiens qui traversent l'estuaire de Reloncaví jusqu'à Caleta Puelche pour permettre aux passagers de continuer leur route jusqu'à Hualaihué ou Cochamó. Les départs se font toutes les 30 minutes (20 minutes en haute saison) et le trajet dure approximativement 45 minutes.
Il existe également un bac qui relie La Arena avec divers secteurs de l'estuaire de Reloncaví. Il présente une fréquence de deux voyages mensuels et est généralement affecté au transport des passagers. Il rejoint les localités de Barquitas, Cajón, Sotomó Bajo, Isla Marimeli, Sotomó Alto et San Luis.